# 田沼良介
田沼 良介（たぬま りょうすけ、1981年11月17日 - ）は、日本の男性総合格闘家。神奈川県藤沢市出身。リバーサルジム茅ヶ崎グランドスラムK.R.E.W.主宰。元ZSTフライ級王者。

## 来歴
高校・大学でラグビーを経験。その後、AACC湘南・クロスワンジム湘南を経て勝村周一朗の主宰する勝村道場に入門。
2008年3月16日、ZST SWAT! 16で田丸慶輔と対戦し、フロントチョークで一本勝ちを収めた。
2008年11月23日、ZST.18でシュートボクシングルールでシーザージムの大桑宏章と対戦し、時間切れドローとなった。
2009年1月25日、ZST.19で藤原敬典と対戦し、右フックによるKO負けを喫した。
2010年6月5日、PANCRASE 2010 PASSION TOURで江泉卓哉と対戦し、3-0の判定勝ちを収めた。
2010年11月23日、ZST.26の初代ZSTフライ級（-55kg）王座決定戦で矢島雄一郎と対戦し、右膝蹴りからの左フックによるKO勝ちで王座獲得に成功した。
2012年11月23日、ZST.33のZSTフライ級タイトルマッチで矢島雄一郎と再戦し、チョークスリーパーで一本勝ちを収め初防衛に成功した。
2014年8月、ZSTフライ級王座を返上。
2016年4月にリバーサルジム横浜グランドスラムより独立、リバーサルジム茅ヶ崎グランドスラム K.R.E.W.を設立。
2017年11月25日、ZST.58で5年ぶりの試合復帰にてストロー級(-52.2kg)に階級変更。津村有哉と対戦し、フロントチョークで一本勝ちを収めた。

## 戦績

### 総合格闘技
| 総合格闘技 戦績 | 総合格闘技 戦績 | 総合格闘技 戦績 | 総合格闘技 戦績 | 総合格闘技 戦績 | 総合格闘技 戦績 | 総合格闘技 戦績 |
| --------------- | --------------- | --------------- | --------------- | --------------- | --------------- | --------------- |
| 13 試合         | (T)KO           | 一本            | 判定            | その他          | 引き分け        | 無効試合        |
| 9 勝            | 4               | 4               | 1               | 0               | 1               | 0               |
| 3 敗            | 3               | 0               | 0               | 0               | 1               | 0               |

| 勝敗 | 対戦相手   | 試合結果                           | 大会名                                                        | 開催年月日     |
| ○    | 津村有哉   | 2R 3:31 フロントチョーク           | ZST.58 〜旗揚げ15周年記念大会〜                               | 2017年11月25日 |
| ○    | 矢島雄一郎 | 2R 3:38 チョークスリーパー         | ZST.33 〜旗揚げ10周年記念大会〜 【ZSTフライ級タイトルマッチ】 | 2012年11月23日 |
| ○    | 榊原徹     | 1R 1:31 TKO（パウンド）            | リングス BATTLE GENESIS vol.10                                | 2012年5月27日  |
| ×    | 渡辺竜也   | 1R 0:39 KO（スタンドパンチ連打）   | リングス BATTLE GENESIS vol.9                                 | 2012年1月22日  |
| △    | 新堀総司   | 5分2R終了 時間切れ                 | ZST.28                                                        | 2011年5月22日  |
| ○    | 矢島雄一郎 | 1R 1:58 KO（右膝蹴り→左フック）    | ZST.26 〜旗揚げ8周年記念大会〜 【ZSTフライ級王座決定戦】      | 2010年11月23日 |
| ○    | 江泉卓哉   | 5分2R終了 判定3-0                  | PANCRASE 2010 PASSION TOUR                                    | 2010年6月5日   |
| ○    | 中村圭志   | 2R 2:24 TKO（パウンド）            | PANCRASE 2009 CHANGING TOUR                                   | 2009年10月17日 |
| ○    | 山中剛     | 1R 1:43 KO（バスター）             | パンクラスゲート2009                                          | 2009年7月26日  |
| ×    | 藤原敬典   | 2R 2:33 KO（右フック）             | ZST.19                                                        | 2009年1月25日  |
| ○    | 矢島雄一郎 | 1R 1:00 チキンウィングアームロック | ZST SWAT! in FACE vol.1                                       | 2008年8月24日  |
| ×    | 杉田一朗   | 2R 1:57 KO（パンチ）               | ZST SWAT! 17                                                  | 2008年5月4日   |
| ○    | 田丸慶輔   | 1R 1:30 フロントチョーク           | ZST SWAT! 16                                                  | 2008年3月16日  |

### シュートボクシング
| 勝敗 | 対戦相手 | 試合結果           | 大会名                                        | 開催年月日     |
| △    | 大桑宏章 | 3分3R終了 時間切れ | ZST.18 〜旗揚げ6周年記念大会〜 【SB-Xルール】 | 2008年11月23日 |

## 獲得タイトル
- 初代ZSTフライ級王座（2010年）